# Chrome Remote Desktop
Chrome Remote Desktop — инструмент для удалённого администрирования, разрабатываемый компанией Google, который позволяет пользователю управлять компьютерами через проприетарный протокол, неофициально называемый «Chromoting».
Данное ПО работает как расширения для браузера Google Chrome и доступно для установки через Chrome Web Store.
Chrome Remote Desktop может работать как в режиме удалённой помощи, позволяя пользователю управлять компьютером другого пользователя по запросу (например, для того, чтобы помочь решить какую-то проблему), так и в режиме удалённого управления, когда пользователь может управлять компьютерами в любое время (unattended access). В первом случае в качестве удалённых платформ поддерживается Windows 7 и выше, macOS, Android. В случае удалённого управления в качестве удалённых платформ поддерживается Windows, macOS и Linux.
Chrome Remote Desktop поддерживает режим занавески (curtain mode), позволяя скрыть от пользователя процесс настройки компьютера удалённым администратором, если это необходимо.
В качестве кодека для сжатия и передачи изображения рабочего стола используется VP8.

## Безопасность
В режиме удалённой помощи доступ к компьютеру защищён кодом, генерируемым на одну сессию. В режиме удалённого управления (unattended access) каждый компьютер защищён ПИНом. Каждое подключение защищено протоколом SSL и алгоритмом шифрования AES 256.